# 李映九
李 映九（イ・ヨング、이영구、り えいく、1987年8月23日 - ）は、韓国の囲碁棋士。大邱市出身、韓国棋院所属、権甲龍七段門下、九段。物価情報杯プロ棋戦優勝、三星火災杯世界囲碁マスターズベスト8など。

## 経歴
1997年世界青少年囲碁選手権大会少年組優勝、他に三新生命杯準優勝、李昌鎬杯3位など。2001年入段。2002年、LG精油杯ベスト8。2003、04年新人王戦準優勝。2004年三星火災杯出場。2005年、電子ランド杯王中王戦青龍部で決勝進出し、崔哲瀚に敗れる。同年囲碁マスターズ帝王戦優勝、獣神戦ベスト4、この年64勝23杯の成績で勝数、勝率で2位、13連勝で連勝数3位。2006年五段、王位戦挑戦者となり李昌鎬に0-3で敗退するが、これにより六段昇段。2007年名人戦リーグ入り、物価情報杯挑戦者となり李世乭に1-2で敗退。2008年七段、第1回ワールドマインドスポーツゲームズ男子団体戦で韓国チームとして出場し優勝。2010年八段。2011年物価情報杯優勝、これにより九段昇段、三星火災杯ベスト8。2012年LG杯ベスト8。2013年12月から兵役に就く。
韓国囲碁リーグでは、2004年から出場。中国甲級リーグには2008年に四川驕子チームで出場、主将で6勝3敗の成績で四川としては最高の5位に貢献、09年には全勝すれば賞金4万元で契約した。2008年には西南王戦にも出場。韓国棋士ランキングでは2007年7位となる。

### タイトル歴
国際棋戦
- ワールドマインドスポーツゲームズ 2008年男子団体戦（準決勝○高尾紳路）

国内棋戦
- 囲碁マスターズ帝王戦 2005年
- 物価情報杯プロ棋戦 2011年

### その他の棋歴
国際棋戦
- 世界囲碁選手権富士通杯 ベスト16 2008年（○胡耀宇、×古力）
- 三星火災杯世界囲碁マスターズ
  - 2011年 ベスト8（○許映皓、×古力、○許映皓、○檀嘯、×陳耀燁）
  - 2008年 ベスト16（○常昊、×周睿羊）
- LG杯世界棋王戦
  - 2012年 ベスト8（○李軒豪、○蕭正浩、×元晟溱）
  - 2013年 ベスト16
  - 2014年 ベスト16（○蕭正浩、×井山裕太）
  - 2016年 ベスト16
  - 2018年 ベスト32（×井山裕太）
- スポーツアコードワールドマインドゲームズ 2011年男子団体戦銀メダル
- おかげ杯国際新鋭対抗戦 2017年準優勝

国内棋戦
- BCカード杯新人王戦 準優勝 2003、04年
- オスラムコリア杯新鋭連勝最強戦 準優勝 2005年
- 電子ランド杯王中王戦 青龍部準優勝 2005年
- SKガス杯新鋭プロ十傑戦 準優勝 2006年
- KT杯王位戦 挑戦者 2006年（0-3 李昌鎬）
- 物価情報杯プロ棋戦 準優勝 2007年（1-2 李世乭）、2013年（1-2 朴廷桓）
- SG杯ペア碁最強戦 優勝 2017年（金美里とペア）
- 韓国囲碁リーグ
  - 2004年（パークランド）5-2
  - 2005年（ネットマーブル）6-1
  - 2006年（ハンゲーム）11-3
  - 2007年（大邱嶺南日報、優勝）8-4
  - 2008年（ハンゲーム）8-6
  - 2009年（ハンゲーム）9-3
  - 2010年（ハンゲーム）12-4
  - 2011年（ハンゲーム）7-6
  - 2012年（スマートオロ）9-8
  - 2013年（Kixx）8-5
  - 2016年（華城市コリー）11-5
  - 2017年（SKエネルギー）11-4
  - 2018年（SKエネルギー）10-4

中国棋戦
- 中国囲棋甲級リーグ戦
  - 2008年（四川驕子）6-3
  - 2009年（四川驕子）4-7
  - 2010年（四川驕子）14-4（9連勝含む）
  - 2011年（大連上方恒業）9-9
  - 2012年（蘇泊爾杭州）6-6
  - 2013年乙級（寧国市政）4-3
  - 2017年乙級（中国移動上海）5-3
  - 2018年（上海建橋学院）5-3